# IV Lubelski Batalion Etapowy
IV Lubelski batalion etapowy – oddział wojsk wartowniczych i etapowych w okresie II Rzeczypospolitej pełniący między innymi służbę ochronną na granicy polsko-sowieckiej.

## Formowanie i zmiany organizacyjne
Formowanie batalionu rozpoczęto na przełomie 1918–1919. Sformowany jako VI batalion Milicji Ludowej, potem przemianowany na IV Lubelski batalion etapowy. Otrzymał on nazwę okręgu generalnego, w którym powstał i kolejny numer porządkowy oznaczany cyfrą rzymską.
Do batalionu wcielono żołnierzy starszych wiekiem i o słabszej kondycji fizycznej. Oficerowie i podoficerowie nie mieli większego doświadczenia bojowego. Batalion nie posiadał broni ciężkiej, a broń indywidualną żołnierzy stanowiły stare karabiny różnych wzorów z niewielką ilością amunicji. We wrześniu 1919 dowództwo batalionu stacjonowało w Baranowiczach. Wiosną 1920 batalion podlegał Okręgowi Etapowemu „Wilno”.
W lipcu batalion pełnił służbę garnizonową w Białymstoku. Po jego opuszczeniu, będąc w podporządkowaniu 10 Dywizji Piechoty gen. Lucjana Żeligowskiego, walczył przez kilka dni w obronie linii Narwi i poniósł duże straty. 29 lipca liczył w stanie bojowym 2 oficerów i 70 podoficerów i szeregowców. Posiadał 1 ckm.
W październiku zreorganizowano brygady etapowe 4 Armii. Batalion wszedł w podporządkowanie dowódcy IVb Brygady Etapowej.
W lutym 1921 bataliony etapowe przejęły ochronę granicy polsko-rosyjskiej. Początkowo pełniły ją na linii kordonowej, a w maju zostały przesunięte bezpośrednio na linię graniczną z zadaniem zamknięcia wszystkich dróg, przejść i mostów.
W 1921 bataliony etapowe ochraniające granicę przekształcono w bataliony celne.

## Służba etapowa
7 stycznia 1921 dowództwo batalionu przedyslokowane zostało do Nowogródka. Swoją 1 i 2 kompanię ulokowało w Nowogródku, 3 ke w Nowojelni, a 4 ke w Walówce. Zadaniem batalionu było ochraniać linię kolejową Baranowicze – Sielec. W tym też dniu czasowo przydzielona do batalionu kompania I Kieleckiego be odeszła do Baranowicz. Tam zluzowała posterunki IV kieleckiego be na linii kolejowej Baranowicze – Stołpce.
14 marca 1921 batalion otrzymał zadanie przekazać służbę garnizonową w Baranowiczach I Kieleckiemu batalionowi etapowemu i objęcia służby garnizonowej w Słonimie.
W czerwcu 1921 2 kompanię etapową z Kobrynia i 3 kompanię z Prużan przeniesiono do Brześcia.